# Johann Ulrich Tresenreuter
Johann Ulrich Tresenreuter (* 31. Oktober 1710 in Etzelwang; † 31. März 1744 in Coburg) war ein deutscher Pädagoge, Philologe, Philosoph und evangelischer Theologe.

## Leben
Der Sohn des Johann Adam Tresenreuter und dessen Frau Margaretha Magdalena, die Tochter des Handelsmanns in Ulm Daniel Kurz, hatte das Aegidianum in Nürnberg besucht und 1727 seine akademische Laufbahn an der Universität Altdorf begonnen. Dort unterwiesen ihn Gustav Georg Zeltner und Johann Balthasar Bernhold (1687–1769) in der Theologie und den orientalischen Sprachen. Seine Kenntnisse in der Philologie, Geschichte, Philosophie, Mathematik und Physik erweiterten und berichtigten Christian Gottlieb Schwarz (1675–1751), Johann Heinrich Müller, Johann David Köhler und Jacob Wilhelm Feuerlein (1689–1766). Unterstützt durch vorzügliche Geistesanlagen, machte er rasche Fortschritte in seiner wissenschaftlichen Bildung.
1730 erlangte er die Magisterwürde durch Verteidigung seiner ungedruckt gebliebenen Abhandlung de antiquo ritu elevandi principes inaugurandos, et de quibusdam sacris formulis et elevandi ceremoniis. Noch im selben Jahr bezog er die Universität Leipzig. Dort hörte er bei Heinrich Klausing Kirchengeschichte und Pastoraltheologie, bei Christian Weise theologische Polemik und bei Jeremias Friderici (1696–1766) Homiletik. Wichtig wurde für ihn auch Salomo Deylings Collegium theologicum examinatorio-disputatorium, sowie der Unterricht den ihm Johann Christian Hebenstreit im Rabbinischen erteilte. Er ward Mitglied der Donnerstägigen Predigergesellschaft und der von Weiß damals errichteten Gesellschaft griechischer Philologie, deren Mitglieder in wöchentlichen Versammlungen über einzelne Themen der dem Gebiet der Theologie angehörende Sätze und über die neuesten theologischen Schriften sich austauschten.
Nach Beendigung seiner akademischen Laufbahn unternahm Tresenreuter 1732 eine Reise durch Ober- und Niedersachsen. Zu Ende des genannten Jahres kam er in Nürnberg an, ging aber unmittelbar darauf nach Altdorf, wo er sich durch Verteidigung seiner Abhandlung de Rahabe, contra jus naturare juste agente (1733) das Recht erwarb, öffentliche Vorlesungen zu halten. Sein gründlicher und anziehender Vortrag verschaffte ihm zahlreiche Zuhörer. Außer seinen Kollegien wirkte er nützlich als Inspektor der Alumnen an der Universität Altdorf, so wie durch Anfertigung eines Verzeichnisses der dortigen akademischen Bibliothek. Um seinen Bruder, der in Wien Schwedischer Gesandtschaftsprediger war, zu besuchen, unternahm er um jene Zeit eine Reise nach Wien und Preßburg.
Seine Freunde wünschten, dass er sich ausschließlich der Laufbahn eines akademischen Dozenten widmen möchte. Aber seine Neigung zog ihn zu einem Predigtamt. Doch folgte er 1738 einem Ruf an das Casimirianum in Coburg als Pädagogiarch und erhielt zugleich die Stelle eines Professors der Philosophie und Rhetorik. In Coburg fand er 1739 in Anna Catharina, der Tochter des Hauptmanns in Coburg Johann Christian Glaser, eine Gattin, mit der er einen Sohn zeugte. Nur wenige Jahre dauerte indes diese Ehe, da ihn im vierunddreißigsten Lebensjahr, nachdem er kurz zuvor den Antrag abgelehnt hatte, evangelischer Prediger in London zu werden, der Tod ereilte.

## Wirken
Mit gründlichen historischen und philologischen Kenntnissen vereinigte Tresenreuter eine umfassende theologische Bildung, die er in zahlreichen lateinischen Programmen dogmatischen und antiquarischen Inhalts entwickelte. Vorrangig beschäftigten ihn scharfsinnige Untersuchungen darüber, ob die Schreibkunst vor der Sündflut existiert habe. Fleißig hatte er die älteren philosophischen Systeme des Plato, Aristoteles und besonders die Monadenlehre des Pythagoras studiert, vorzüglich in Bezug auf die menschliche Seele, für die er, Zeltners Ansicht beipflichtend, nach dem Tode einen Mittleren Zustand annehmen zu glaubte. Vor dem jüngsten Gericht, meinte Tresenreuter, würden weder die Frommen Gott von Angesicht schauen, noch die Ruchlosen die Pein der Flammen fühlen, in denen sie einst leiden sollten. Jene würden nur durch Hoffnung erfreut, diese nur durch die Furcht gequält werden. Diese Ansichten hatte er 1740 in seinem Programm de statu medio animarum a corpore separatum geäußert, jedoch manchen Widerspruch gefunden. Eine weitere Darlegung seines Systems verhinderte sein Tod.

## Werke
- Diss. epist. de ritibus Ebracorum regibus inaugurandis adhiberi solitis. Leipzig 1732
- Explicatio loci Pauli, ad Ephes. 4, 17 —19. 28. 29. 5, 17. 18. (in J. P. Roederi Memoria Tresenreuteriana.)
- Diss. de Rahabe contra jus naturae juste agente. Altdorf 1733
- Diss. de Paradiso igne deleto. Altdorf 1735
- Epistolae IV ad D. Jo. Sig. Moerlium ex anno 1735, 1736 et 1737 datae super variis Sacrae Scrlpturae locis. (in J. P. Roederi Memoria Tresenreuteriana.)
- Diss. de Deo ex aëre conspicuo. Altdorf 1736
- Historisches Jahrbuch vom Jahre 1736 und 1737. Frankfurt und Leipzig 1737–1739, 2. Bde.
- Diss. de persona Christi. Altdorf 1738
- Progr. de scholis antediluvianis. Coburg 1738
- Progr. de signo, quod Deus Cuino dedit. Coburg 1738
- Progr. de fictis argumentis, quibus artem scribendi ante diluvium inventam fuisso nonnulli voluerunt probare. Coburg 1739
- Progr. de vaticinatione Henochi in epist. Judae 14, 15 fueritne scripta, nec ne? Coburg 1739
- Progr. de dubiis argumentis, quibus artem scribendi ante diluvium inventam fuisse, nonnulli voluerunt probare. Coburg 1739
- Progr. in quo artem scribendi ante diluvium fuisse inventam probabiliter probatur et defenditur. Coburg 1739
- Progr. de antiquissimo ritu pedes Iavandi. Coburg 1739
- Progr. de verbo Dei cogitationum et consiliorum cordis critico, ad Ebr. 4, 12. Coburg 1739
- Progr. de gravitate ignis merito suspecta. Coburg 1739
- Progr. quo disquiritur, babueritne res pro numeris Pythagoras. Coburg 1739
- Progr. de iride prima. Coburg 1739
- Progr. de sensu vorborum Matth. 2, 23: Nazaraenus vocabitur. Coburg 1739
- Rede am Buchdruckerjubelfeste zu Coburg. Coburg 1740
- Progr. quo disquiritur, cur substantias cognosci posse multi Philosophorum negaverint? Coburg 1740
- Progr. de origine affectuum seu perturbationam mentis. Coburg 1740
- Progr. de Paulo Apostolo contra arrogantiam praemunito, ad 2 Corinth. 12, 7—9. Coburg 1740
- Progr. de statu medio animarum a corpore separatarum. Coburg 1740
- Progr. de tonitru frigoris praenuncio. Coburg 1740
- Progr. de linguarum diversitatis origine prima. Coburg 1740
- Progr. de luna a gentibus omni tempore diligenter observata. Coburg 1740
- Progr. de quaestione: num absurdum sit statuere materiam cogitandi facultate praeditam, populorum barbar, antiquiorum, vetusstiss. poetarum graec. et philosophorum Sectae Jonicae atque Socraticae sententias exponens. Coburg 1740
- Progr. II de eadem quaestione, Platonis et Academicorum sententiam exponens. Coburg 1740
- Progr. III, in quo Aristotelis de anima et mente sententia axponitur. Coburg 1740
- Progr. I et II in quibus orationem domin. non modo perfectissimum exemplum precum, sed et formulam esse a Christo praeceptam, defenditur. Coburg 1740—1741
- Progr. IV de Peripateticorum veterum in doctrina de anima et mente cum Aristotele consensu. Coburg 1741
- Progr. V in quo disquiritur, quid Cynicis Stoicisque de natura entium intelligentium visum fuerit, item de monade Pythagorae. Coburg 1741
- Progr. de Spiritu Sancto sub forma columbae super Christa baptizato viso. Coburg 1741
- Progr. VI. de monade Pythagorae. Coburg 1741
- Progr. de scriptore Geneseos, contra K. Gutmannum. Coburg 1741
- Progr. de visione Dei. speciatim de Theologia insita. Coburg 1742
- Progr. de visione Dei ex hujus universi contemplatione. Coburg 1742
- Progr. de visione Dei in speculo naturae admodum imperfecta. Coburg 1742
- Progr. de visione Dei ex verbo Dei scripto. Coburg 1742
- Progr. de cruce, feriis pentecostalibus anno 361 Hierosolymis in coelo visa. Coburg 1742
- Progr. de libro, qui quartus Esrae vulco inscribitur. Coburg 1742
- Progr. de visione Dei, qua in sacris litteris manifestum Deum vident homines irregeniti, s. de Theologia irregeniti. Coburg 1742
- Progr. in quo defenditur, ante Noae tempora hominibus carne occisarum bestiarum vesci non licuisse. Coburg 1742
- Progr. de Theologia irregeniti; eorum, quae nuper proposita fuerunt, additamentum. Coburg 1742
- Progr. in quo Christum peccato originali non fuisse coutaminatum contra scriptorem qneudam defenditur. Coburg 1742
- Progr. de sectis Judaeorura in genere. Coburg 1743
- Progr. de trinitate Platonis. Coburg 1743–1744
- Progr. I -III. de Essaeorum nomine. Coburg 1743
- Progr. de pace. Coburg 1743
- Trauerrede auf Herrn D. und Generalsuperintendenten Meuschen. Coburg 1744
- Oratio habita in introductione novi Rectoris Bartensteinii. (in J. P. Roederi Memoria Tresenrcuteriana.)
- Explicatio inscriptionis cujusdam Judaicae. (ohne Angabe des Ortes gedruckt, Coburg?)
- Opuscula varii argumenti, edidit J. P. Roeder. Nürnberg 1745